# Take What You Want
«Take What You Want» —en español: Toma lo que quieras— es una canción del cantante estadounidense Post Malone, con la voz del cantante inglés Ozzy Osbourne y el rapero estadounidense Travis Scott. La canción fue escrita por Austin Post, John Osbourne, Jacques Webster II, Bruno Mars, Louis Bell, Andrew Watt y Billy Walsh y producida por Watt y Bell. La canción aparece en el tercer álbum de estudio de Malone, Hollywood's Bleeding (2019), y luego apareció en el duodécimo álbum de estudio de Osbourne, Ordinary Man (2020). La canción fue transmitida a la radio de éxito contemporánea de EE. UU. el 15 de octubre de 2019 como el sexto sencillo del álbum mencionado anteriormente.
Es la primera colaboración entre Malone y Osbourne, que más tarde fue seguida por el sencillo de Osbourne, «It's a Raid», de su álbum Ordinary Man en febrero de 2020. Se lanzó un video oficial de presentación en vivo para promover el sencillo.
«Take What You Want» alcanzó el puesto número ocho en la lista de canciones Billboard Hot 100 de EE. UU.

## Desempeño comercial
«Take What You Want» se convirtió en la noveno top 10 de Post Malone en el Billboard Hot 100, debutando en el número ocho y convertirse en el primer Billboard Hot 100 top 10 de Osbourne en más de 30 años, por lo que es la distancia más larga entre las apariciones del top 10. La canción es también la primera canción que figura en las listas de rock convencionales y se ubica en el top 10 del Hot 100 desde «Second Chance» de Shinedown en 2009.

## Personal
Créditos adaptados de Tidal.
- Post Malone - vocalista principal, composición
- Ozzy Osbourne - vocalista, composición
- Travis Scott - vocalista, composición
- Andrew Watt - producción, composición, guitarra solista
- Louis Bell - grabación, producción, producción vocal
- Billy Walsh - composición de canciones
- Chad Smith - batería[7]
- Paul Lamalfa - grabación
- Manny Marroquin - mezcla
- Chris Galland - asistencia de mezcla
- Robin Florent - asistente de mezcla
- Scott Desmarais - asistente de mezcla
- Mike Bozzi - masterización

## Posicionamiento en listas
| Lista (2019)                              | Mejor posición |
| ----------------------------------------- | -------------- |
| Australia (ARIA)                          | 30             |
| Canadá (Canadian Hot 100)                 | 8              |
| Canadá Rock (Billboard)                   | 48             |
| República Checa (Singles Digitál Top 100) | 18             |
| Dinamarca (Tracklisten)                   | 19             |
| Francia (SNEP)                            | 154            |
| Grecia (IFPI)                             | 39             |
| Hungría (Stream Top 40)                   | 6              |
| Irlanda (IRMA)                            | 37             |
| Italia (FIMI)                             | 44             |
| Letonia (LAIPA)                           | 17             |
| Lituania (AGATA)                          | 20             |
| Países Bajos (Mega Single Top 100)        | 37             |
| Nueva Zelanda (Recorded Music NZ)         | 30             |
| Noruega (VG-lista)                        | 12             |
| Portugal (AFP)                            | 38             |
| Eslovaquia (Singles Digitál Top 100)      | 10             |
| Suecia (Sverigetopplistan)                | 24             |
| Reino Unido (UK Singles Chart)            | 22             |
| Estados Unidos (Billboard Hot 100)        | 8              |
| Estados Unidos (Mainstream Top 40)        | 36             |
| Estados Unidos Rock Airplay (Billboard)   | 28             |
| Estados Unidos Rolling Stone Top 100      | 2              |

| Lista (2019)   | Posición |
| -------------- | -------- |
| Portugal (AFP) | 408      |

## Certificaciones
| País (Organismo certificador) | Certificaciones | Ventas certificadas | Ref.   |
| ----------------------------- | --------------- | ------------------- | ------ |
| Australia (ARIA)              | Platino         | 70 000              | [ 31 ] |
| Canadá (Music Canada)         | 5× Platino      | 400 000             | [ 32 ] |
| Estados Unidos (RIAA)         | 2× Platino      | 2 000               | [ 33 ] |
| Reino Unido (BPI)             | Oro             | 400 000             | [ 34 ] |

## Historial de lanzamientos
| País           | Fecha                   | Formato                    | Sello discográfico | Ref.   |
| -------------- | ----------------------- | -------------------------- | ------------------ | ------ |
| Varios         | 6 de septiembre de 2019 | Descarga digital streaming | Republic           | [ 35 ] |
| Estados Unidos | 15 de octubre de 2019   | Contemporary hit radio     | Republic           | [ 36 ] |